# Ailuropoda
Ailuropoda je jediný dosud existující rod z podčeledi Ailuropodinae v rámci čeledi medvědovití. Zahrnuje jeden žijící a čtyři vymřelé druhy velkých pand.
V současné době žije pouze druh panda velká (Ailuropoda melanoleuca); zbylé druhy, Ailuropoda microta, Ailuropoda wulingshanensis, Ailuropoda baconi a Ailuropoda minor, vyhynuly v době kamenné.
Pandy velké se vyvinuly z rodu Ailurarctos, který žil v období pozdního miocénu.
Fosílie několika zubů starých více než 11 milionů let, jejichž nález byl učiněn na Pyrenejském poloostrově, byly v roce 2011 přiřazeny ke dříve nerozlišenému druhu podčeledi Ailuropodinae. Tento druh byl nazván Agriarcos beatrix (nyní Kretzoiarctos).

## Etymologie
Slovo Ailuropoda vzniklo z řeckého αἴλουρος – „kočka“ a ‒́ποδος – „stopa“. Na rozdíl od většiny medvědů nemají pandy velké zornice kulaté, nýbrž svislé jako kočky. Tato skutečnost nedala vzniknout pouze názvu latinskému, ale i pojmenování zvířete ve východních zemích: v čínštině se panda velká označuje „velký kočičí medvěd“ (大熊猫, dà xióngmāo) a v tradiční tibetštině pak prostým „kočičí medvěd“ (byi-la dom).

## Klasifikace
- Panda velká – Ailuropoda melanoleuca: David, 1869
  - Ailuropoda melanoleuca melanoleuca: David, 1869
  - Ailuropoda melanoleuca qinlingensis: Wan Q.H., Wu H. a Fang S.G., 2005

- Ailuropoda microta: Pei, 1962 (pozdní pliocén, †)
- Ailuropoda wulingshanensis: Wang, 1982 (pozdní pliocén až raný pleistocén, †)
- Ailuropoda baconi: Woodward, 1915 (pleistocén, †)
- Ailuropoda minor: Pei, 1962 (pleistocén, †)

## Další pandy
Původně byla za blízkou příbuznou pandy velké považována panda červená (Ailurus fulgens). Ta ale již není zahrnována do čeledi medvědovitých a tvoří jediný žijící druh masožravého rodu Ailuridae.